# (4426) Рерих
(4426) Рерих (лат. Roerich) — типичный астероид главного пояса, открыт 15 октября 1969 года советским астрономом Людмилой Черных в Крымской астрофизической обсерватории и 1 сентября 1993 года назван в честь Николая и Елены Рерихов и их сыновей Юрия и Святослава.

## Обнаружение и именование
(4426) Рерих
Открыт 15 октября 1969 года в Научном Л. И. Черных.
Назван в честь семьи выдающихся российских деятелей культуры, чья жизнь была тесно связана с Индией: Николая Константиновича Рериха (1874—1947) — художника, писателя, философа, археолога, общественного деятеля и просветителя; его жены Елены Ивановны Рерих (1879—1955) — участницы всех его экспедиций, писательницы и философа; их старшего сына, Юрия Николаевича Рериха (1902—1960) — учёного-востоковеда и филолога; их младшего сына, Святослава Николаевича Рериха (1904—1993) — художника и общественного деятеля.
Оригинальный текст (англ.)4426 Roerich
Discovered 1969-10-15 by Chernykh, L. I. at Nauchnyj.
Named in honor of the family of outstanding Russian figures of culture whose lives were closely connected with India: Nikolaj Konstantinovich Roerich (1874—1947), painter, writer, philosopher, archaeologist, public figure and enlightener; his wife, Elena Ivanovna Roerich (1879—1955), participant in all his expeditions, writer, philosopher; their elder son, Yurij Nikolaevich Roerich (1902—1960), scientist in oriental studies and philology; and their younger son, Svyatoslav Nikolaevich Roerich (1904—1993), painter and public figure.
Источники: DISCOVERY.DB; M.P.C. 22502.

## Орбита

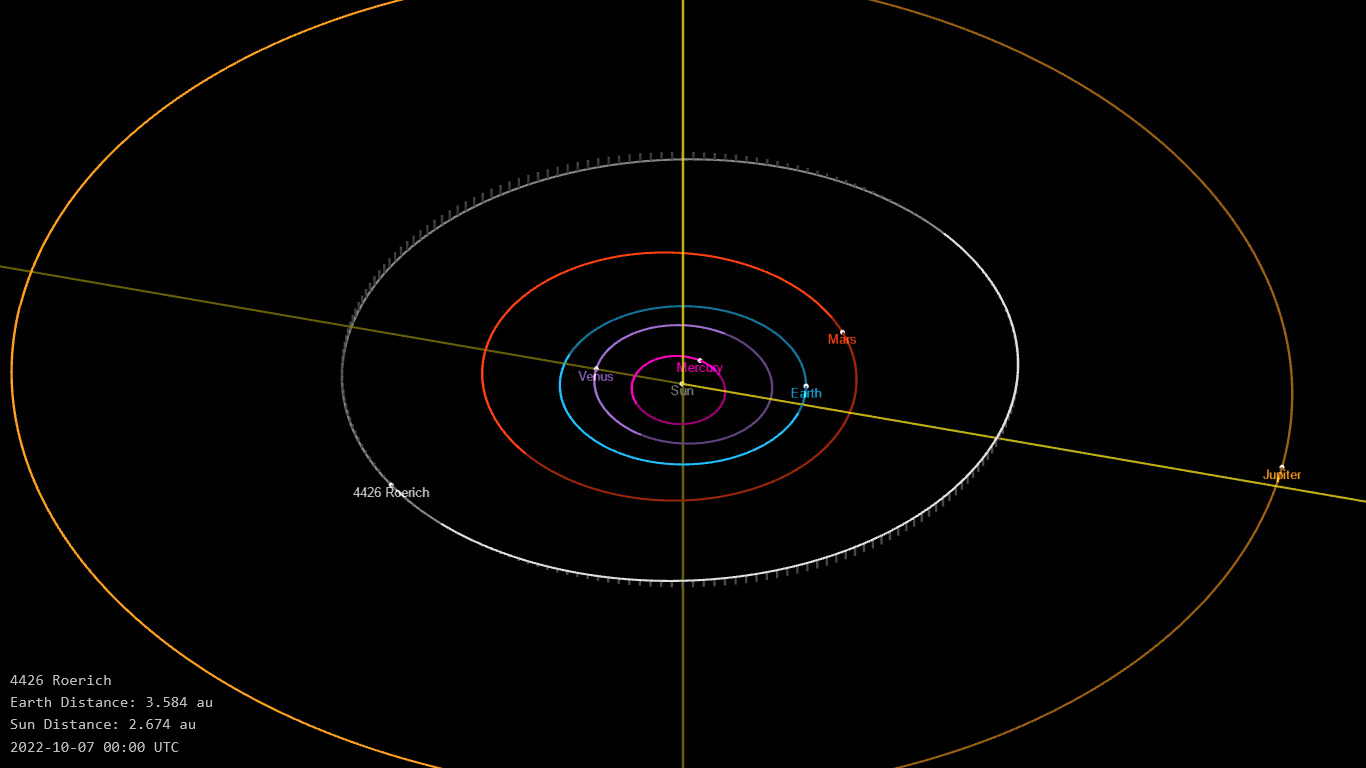
Орбита астероида Рерих и его положение в Солнечной системе

## Физические характеристики
Из результатов второго этапа спектроскопической съёмки малых астероидов главного пояса (Small Main-belt Asteroid Spectroscopic Survey, SMASSII) следует, что астероид относится к таксономическому классу L.
По результатам наблюдений в видимом и ближнем инфракрасном диапазоне космического телескопа NEOWISE диаметр астероида сначала оценивался равным 11,050±0,054 км, позже — 10,641±0,106 км. Согласно тем же источникам альбедо оценивается как 0,1751±0,0319 и 0,190±0,015.